# Keisuke Sekiguchi
Keisuke Sekiguchi (関口 圭亮 Sekiguchi Keisuke?), född 4 november 1986 i Okayama prefektur, är en japansk före detta fotbollsspelare.
Sekiguchi började sin karriär 2006 i Fagiano Okayama. 2009 blev han utlånad till Unsommet Iwate Hachimantai. Han avslutade karriären 2009.